# Cristina Silva Feliu
Cristina Silva Feliu (Barcelona, Barcelonès, 17 d'abril de 1987) és una atleta catalana.
Entre les seves victòries en el món de l'atletisme es troben durant l'any 2022 la Cursa Moritz Sant Antoni, la Mitja Marató de Granollers, la Cursa de la Mercè, La Cursa dels Nassos amb un temps de 0:33:27 o la emblemàtica cursa basca Behobia-San Sebastián aconseguint un temps d'1:11:32.